# Annales Henri Poincaré
Annales Henri Poincaré  is een internationaal, aan collegiale toetsing onderworpen wetenschappelijk tijdschrift op het gebied van de
mathematische fysica dat is vernoemd naar de Franse wiskundige Henri Poincaré.
De naam wordt in literatuurverwijzingen meestal afgekort tot Ann. Henri Poincaré.
Het tijdschrift is ontstaan in 2000 uit de fusie van Annales de l'Institut Henri Poincaré, physique théorique en Helvetica Physical Acta.
Het tijdschrift is onderdeel van een serie van 3; de zustertijdschriften zijn
- Annales de l'Institut Henri Poincaré (B) en
- Annales de l'Institut Henri Poincaré (C) Analyse Non Linéaire.